# Cineffable
Cineffable es una asociación francesa cuyo objetivo es promover el cine lésbico, a través del Festival Internacional de Cine Lésbico y Feminista de París "Cuando las lesbianas hacen películas". El festival, creado en 1989, es el mayor acontecimiento lésbico de Francia y por metonimia, también se le llama Cineffable.

## Historia
El festival surgió del descontento por el trato dado a las lesbianas en el Festival Internacional de Cine de Mujeres de Créteil. Muchas mujeres lesbianas sentían que, a pesar de que las películas lésbicas frecuentemente ganan premios del público, las películas, las cineastas y las participantes no reciben suficiente espacio y atención en el festival y, por tanto, decidieron crear su propio evento, que no solo brindaría a las lesbianas oportunidades y atención, sino también sería una comunidad para compartir conocimientos, una forma de aumentar la visibilidad de las lesbianas y combatir la lesbofobia y una salida social.
El primer evento tuvo lugar en 1989, como cineclub, con festivales posteriores en 1992 y 1993, todos celebrados en el centro cultural La Clef, en París. A medida que el festival se desarrollaba, se trasladó a otros lugares: primero al centro cultural André Malraux (Le Kremlin-Bicêtre) hasta el año 2000, cuando el número de participantes aumentó hasta entre 2000 y 3000, luego en el teatro Le Trianon. Desde 2010, el festival se proyecta en el Espace Reuilly, en el XII Distrito de París.
Esta asociación, cuyo nombre original era Saphonie, tiene como objetivo desarrollar las culturas lésbicas. Con el festival se reivindica el deseo de presentar películas destinadas a ser "de lesbianas para lesbianas".
En el festival de cine, reservado a un público exclusivamente femenino, se realizan debates y encuentros entre las participantes y constituye un hervidero de discusiones sobre lesbianismo y feminismo.Es el evento lésbico más frecuentado en Francia y permite el encuentro de diferentes comunidades homosexuales femeninas.Además de la propia organización, la asociación Cineffable también participa en la realización de las películas. Los voluntarios se encargan de la mayoría de los subtítulos de las películas proyectadas.
Desde los inicios y hasta 2002, las autoridades públicas se negaron a financiar un evento diferenciado por sexos. Desde entonces, la Alcaldía de París aporta algunos miles de euros cada año.
El carácter no mixto del festival es objeto de críticas: Anne y Marine Rambach, fundadoras de la editorial gay y lésbica, consideran que los hombres deberían poder descubrir las obras producidas por las mujeres y que la producción cultural debería, por naturaleza, ser visible para todos.

## Organización
La asociación Cineffable cuenta con varios miles de miembros, lo que la convierte en una de las organizaciones lésbicas más importantes de Francia. Se gestiona según principios feministas: no es jerárquico, se basa en el intercambio y la transferencia de conocimientos para la continuidad, y define su misión de la siguiente manera: « Debemos responsabilizarnos, tomar las riendas de nuestras imágenes, convertirnos en actrices de nuestras propias producciones para romper definitivamente con el opresivo sistema de representación que nos aprisiona y silencia»
El festival está abierto a cualquier persona que se identifique como mujer o lesbiana desde 2022, anteriormente el festival estaba reservado para mujeres. Su acceso está basado en la pertenencia a la asociación. Como la participación es gratuita para los socios, quien desee asistir al festival deberá adquirir una tarjeta de socio, que también da acceso o descuentos a otros eventos de Cineffable. El festival se autofinancia, a excepción de una subvención anual del Observatorio para la Igualdad de Género de la Ciudad de París, y funciona según el principio “nadie se queda atrás» mediante descuentos para comunidades marginadas y un programa de reparto de entradas que permite el acceso a las proyecciones para todos.
El festival incluye varias categorías competitivas, debates, una exposición de arte, talleres y una gala o concierto. Ha crecido desde su creación,y proyecta más de 50 películas cada año. En noviembre de 2013, se celebró la 25º edición del festival, registró una asistencia de 3949 personas.

## Palmarés
Los premios del público se otorgan en las siguientes categorías:
- Largometraje de ficción
- Largometraje documental
- Cortometraje de ficción
- Cortometraje documental
- Película experimental
- Animación

También ha habido premios al mejor guion y al mejor póster de película en algunas ediciones.

### Premio al mejor largometraje
| Año            | Título                           | Directora                                         | País                             |
| -------------- | -------------------------------- | ------------------------------------------------- | -------------------------------- |
| 1992           | Anne Trister                     | Léa Pool                                          | Canadá                           |
| 1993           | The Company of Strangers         | Cynthia Scott                                     | Canadá                           |
| 1994           | Go Fish                          | Rose Troche                                       | Estados Unidos                   |
| 1995           | Life is a Woman                  | Shanna Serikbajewa                                | Kasajistán                       |
| 1996           | Costa Brava                      | Marta Balletbò-Coll                               | España                           |
| 1997           | Fire                             | Deepa Mehta                                       | Estados Unidos                   |
| 1998           | Alles Wird Gut                   | Angelina Maccarone                                | Alemania                         |
| 1999           | Revoir Julie                     | Jeanne Crépeau                                    | Canadá                           |
| 2000           | Sex Revelations                  | Jane Anderson, Martha Coolidge et Anne Heche      | Estados Unidos                   |
| 2001           | Chutney Popcorn                  | Nisha Ganatra                                     | Estados Unidos                   |
| 2002           | By Hook or by Crook              | Harry Dodge (comme Harriet Dodge) et Silas Howard | Estados Unidos                   |
| 2003           | Do I Love You?                   | Lisa Gornick                                      | Reino Unido                      |
| 2004           | Goldfish Memory                  | Liz Gill                                          | Irlanda                          |
| 2005           | Butterfly                        | Yan Yan Mak                                       | Hong Kong                        |
| 2006 (égalité) | Sévigné - Julia Berkowitz        | Marta Balletbò-Coll                               | España                           |
| 2006 (égalité) | Fremde Haut                      | Angelina Maccarone                                | Alemania                         |
| 2007           | Les Délices de Nina              | Pratibha Parmar                                   | Reino Unido                      |
| 2008           | The World Unseen                 | Shamim Sarif                                      | Reino Unido / Sudáfrica          |
| 2009           | Rain                             | Maria Govan                                       | Reino Unido / Bahamas            |
| 2010           | Ningún premio del público        | Ningún premio del público                         | Ningún premio del público        |
| 2011           | En secret                        | Maryam Keshavarz                                  | Estados Unidos / Irán / Líbano   |
| 2012           | Lengua materna                   | Liliana Paolinelli                                | Argentina                        |
| 2013           | Une femme iranienne              | Negar Azarbayjani                                 | Irán / Alemania                  |
| 2014           | Moonlight People                 | Ekaterina Polyanskaya                             | Rusia                            |
| 2015           | Girltrash: All Night Long        | Alexandra Kondracke                               | Estados Unidos                   |
| 2016           | Io e lei                         | Maria Sole Tognazzi                               | Italia                           |
| 2017           | Signature Move                   | Jennifer Reeder                                   | Estados Unidos                   |
| 2018           | Extra Terrestres                 | Carla Cavina                                      | Puerto Rico / Venezuela          |
| 2019           | Tell It to the Bees              | Annabel Jankel                                    | Reino Unido                      |
| 2020           | No se premió ningún largometraje | No se premió ningún largometraje                  | No se premió ningún largometraje |
| 2021           | Ningún premio del público        | Ningún premio del público                         | Ningún premio del público        |
| 2022           | The Venus Effect                 | Anna Emma Haudal                                  | Dinamarca                        |
| 2023           | Ningún premio del público        | Ningún premio del público                         | Ningún premio del público        |